# Rebbio (Como)
Rebbio (Rebi in dialetto comasco) è un quartiere di circa 10 000 abitanti a sud della città di Como, a poco più di quattro chilometri dal centro della città.
Situato ai piedi del Castel Baradello, è attraversato dalla Strada statale 35 dei Giovi e dalla Via Varesina, tratto della Strada statale 342 Briantea, e rappresenta il punto di accesso alla città di Como da sud-ovest.
Sul suo territorio, in via Scalabrini, ha sede la stazione ferroviaria FN di Como Camerlata (linea Saronno-Como) servita dai treni regionali della linea Milano Cadorna-Saronno-Como Lago.

## Origini del nome
Le origini del nome dell'antica Alebbio, più tardi Arebbio e poi Rebbio, sono tutt'ora ignote. 
Che il nome derivi dall'arabo (lobbia o debbio, nel significato di "concime") e che abbia l'identica origine di Delebio, in Valtellina, è ipotesi affascinante ma improbabile.

## Storia
Resti archeologici ritrovati nella località Pian Valle dimostrano che l'area era già abitata nei secoli X-IV a.C.
Di particolare interesse archeologico è la necropoli nella località Cà Morta, in cui è stato rinvenuto un carro rituale del V secolo a.C., che rappresenta uno dei più importanti reperti del Museo Archeologico di Como.
Sul territorio di Rebbio si svolse la prima battaglia della guerra decennale tra Como e Milano, nota come battaglia della Morsenza.
Il borgo di Rebbio, anticamente denominato "Alebium", viene citato negli Statuti di Como già nel 1335 come "Arebium", comunità indipendente a cui spettavano specifici diritti e doveri, tra cui la manutenzione della strada compresa tra la "platea de Arebio" e la "platea de Cardevio".
Durante il Ducato di Milano, nel 1439 è attestato come parte della castellanza del Baradello. Con lo smantellamento del castello, nel 1527 la comunità di Rebbio con Morsengia venne collocata nella Pieve di Zezio. Nel 1751 il comune rebbiese non risulta essere né infeudato né soggetto ad alcun carico per la redenzione. Nel 1756 avvenne lo spostamento di Rebbio dai Corpi Santi di Como alla Pieve di Fino.
Un decreto di riorganizzazione amministrativa del Regno d'Italia napoleonico datato 1807 sancì l'annessione di Rebbio al comune di Como, decisione poi cancellata dalla Restaurazione.
Rimase un comune indipendente fino al 15 aprile 1937, quando, con Regio decreto legge n. 634 pubblicato nella gazzetta ufficiale N.114 del 18 maggio 1937, venne aggregato definitivamente al comune di Como. L'aggregazione fu dovuta, tra l'altro, all'apertura del nuovo brefotrofio provinciale, che rese Rebbio - per un breve periodo - il comune della col più alto numero di nascite all'interno della provincia di Como.
Dal 1960 in poi la popolazione del quartiere di Rebbio è più che raddoppiata, per via del notevole sviluppo edilizio della zona. Attualmente Rebbio è il quartiere più popoloso del comune di Como.

## Monumenti e luoghi d'interesse

### Architetture civili
Di particolare interesse architettonico è la villa per Amedeo Bianchi, detta del floricultore progettata dall'architetto Giuseppe Terragni in via Pasquale Paoli, 49.
Altro edificio notevole è il nuovo palazzo del quotidiano La Provincia, realizzato dal ticinese Mario Botta.

### Architetture religiose

#### Chiesa di San Martino
Già attestata nel 1505, la chiesa di San Martino fu ufficialmente elevata alla dignità di parrocchiale nella seconda metà del Cinquecento. La primitiva chiesa, orientata di 180 gradi rispetto all'attuale edificio religioso, venne ricostruita nel corso del Seicento, ampliata nel 1851 e ulteriormente rimaneggiata tra il 1925 e il 1926. A questi interventi novecenteschi risale l'attuale facciata in stile neorinascimentale, dotata di una vetrata rappresentativa di Nostra Signora di Lourdes (1974). Il campanile, iniziato nel 1878, fu completato nel 1929. Internamente, il presbiterio ospita una Cena di Emmaus affrescata da Carlo Morgari e, sull'altare maggiore in stile barocco, una tela del Sei-Settecento dedicata al santo titolare della chiesa Al XVII secolo risale anche una tela nella quale è raffigurato san Francesco d'Assisi, mentre più recente di un paio di secoli è un quadro, anch'esso su tela, dedicato all'Angelo Custode e alla Madonna del Fonte.

## Società

### Evoluzione demografica

#### Demografia pre-unitaria
- 1751: 280 abitanti[2]
- 1771: 356 abitanti[3]
- 1799: 450 abitanti[4]
- 1805: 456 abitanti[4]
- 1853: 668 abitanti[5]

#### Demografia post-unitaria
- 1861: 862 abitanti[9]
- 1871: 943 abitanti[9]
- 1881: 1 083 abitanti[9]
- 1901: 1 296 abitanti[9]
- 1911: 1 830 abitanti[9]
- 1921: 1 877 abitanti[9]
- 1981: 7 387 abitanti[10]
- 1991: 7 088 abitanti[10]
- 2001: 6 103 abitanti[10]
- 2008: 6 510 abitanti[10]

## Istruzione
Nel territorio è presente una scuola dell'infanzia privata, l'Istituto Comprensivo Statale Como-Rebbio e il celebre Liceo Scientifico Linguistico Paolo Giovio (sede in via Pasquale Paoli); il liceo, frequentato da oltre 1500 studenti, è il secondo istituto di istruzione superiore più popoloso della città di Como

## Sport
A Rebbio sono presenti due società calcistiche: l'Alebbio 1954 e l'Ardita 1934.
La prima svolge la propria attività presso l'Oratorio situato in via Lissi, la seconda, una delle più antiche società della provincia, ha squadre iscritte in ogni categoria e disputa i propri incontri presso il Centro Sportivo Comunale di via Pasquale Paoli.
L'Ardita 1934 nel 1938 si fuse temporaneamente con il Como.
L'Alebbio 1954 non si occupa solo di calcio, ma anche di basket (Alebbio Basket) e pallavolo (Alebbio Volley).
Nella società U.S.Alebbio è cresciuto Gianluca Zambrotta noto giocatore di calcio che ha militato in squadre del calibro di Como, Bari, Juventus, Barcellona e Milan e ha fatto parte della Nazionale Italiana, diventando campione del mondo il 9 luglio 2006 dopo aver sconfitto in finale la Francia a Berlino.